# Ton Satomi

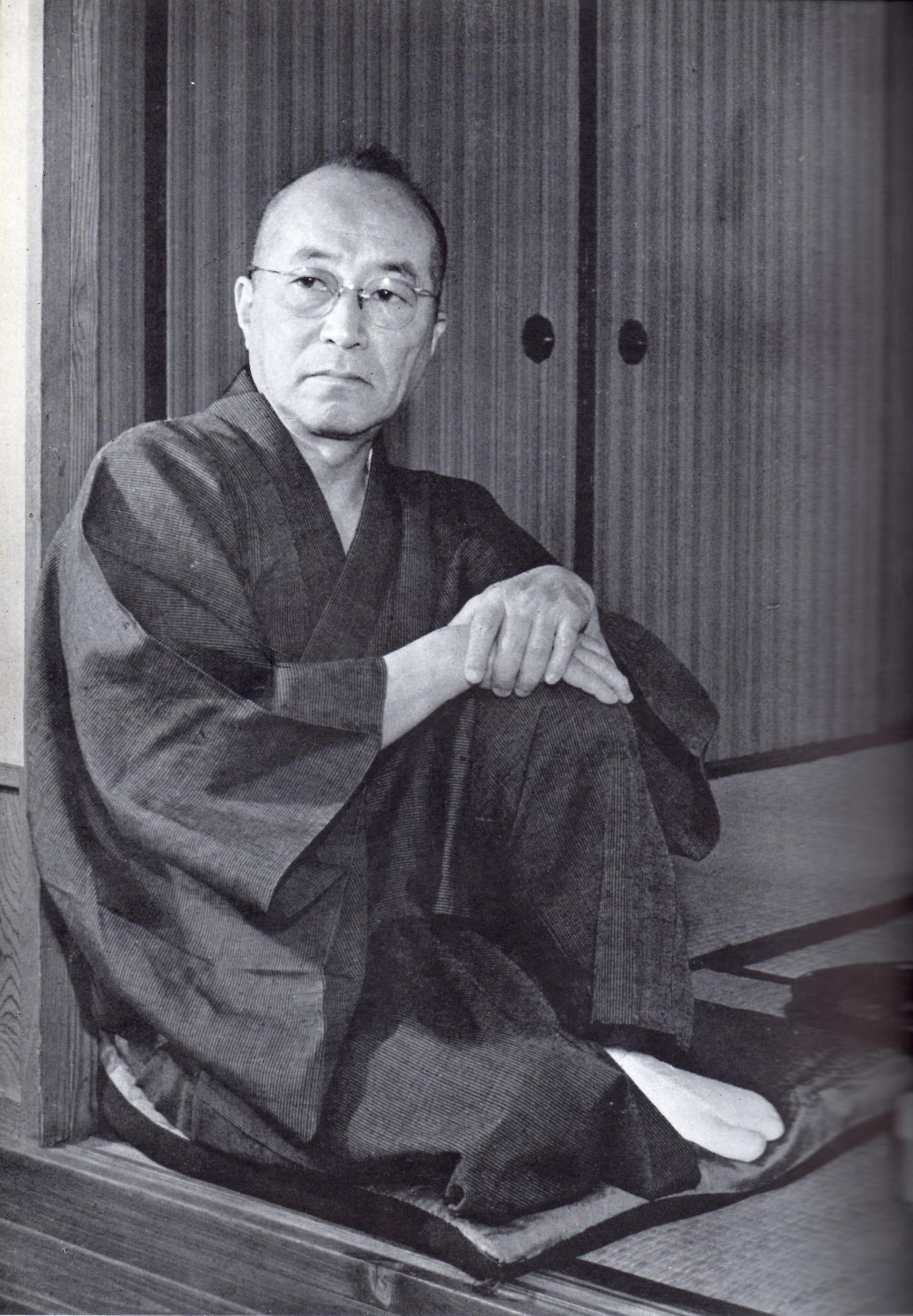
Ton Satomi

Ton Satomi (里見 弴 Satomi Ton?,  14 de julio de 1888 - 21 de enero de 1983) es el seudónimo del autor japonés Hideo Yamanouchi. Satomi fue conocido por la artesanía en su diálogo y el dominio de la lengua japonesa. Sus dos hermanos mayores, Ikuma Arishima y Takeo Arishima, fueron también autores.

## Primeros años
Satomi Ton nació en Yokohama en el seno de la rica familia Arishima, pero más tarde fue legalmente adoptado por la familia de su madre, heredando de aquí su apellido Yamanouchi. Fue educado en la escuela Gakushuin, donde se interesó por la literatura, y fue brevemente a la Universidad de Tokio, pero la abandonó en 1910 sin llegar a graduarse.

## Carrera literaria
A través de su hermano Ikuma Arishima, conoció a otros autores antiguos alumnos de Gakushuin, incluyendo a Naoya Shiga y a Saneatsu Mushanokōji. Formaron un grupo nombrado Shirakaba en honor a su revista literaria, la cual fue publicada por primera vez en 1911. Satomi reivindicó que decidió su seudónimo escogiendo nombres al azar de un directorio telefónico.
En sus años tempranos, fue un visitante frecuente a Yoshiwara junto con Naoya Shiga, pero más tarde se casó con una exgeisha de Osaka, Masa Yamanaka, y más tarde novelizó la historia en las novelas Kotoshidake (今年竹) y Tajō Busshin (多情仏心). A pesar de que escribió algunos trabajos en 1913 y 1914, el debut literario de Satomi fue en 1915 con Chūōkōron.
Satomi se convirtió en discípulo de Kyōka Izumi después de que sus trabajos llamaran la atención del novelista más viejo.
Satomi se esforzó por permanecer apartado de cualquier camarilla literaria o escuela política durante su carrera. Fue un autor prolífico conocido por sus trabajos autobiográficos y por la promoción de valores puramente literarios. En Occidente es en gran parte conocido por su Tsubaki ("Camellia"), un inquietante cuento escrito después del Gran terremoto de Kantō de 1923, el cual ocurrió unos cuantos meses después del suicidio de su hermano Takeo Arishima. Desde 1932, trabajó como instructor en la Universidad Meiji. Le fue otorgado el Premio Kikuchi Kan en 1940.
En 1945, junto a Yasunari Kawabata, creó el Kamakura Bunko. Fue hecho miembro de la Academia de Arte del Japón en 1947. En 1958, su novela Higanbana (Flor de Equinoccio) fue adaptada a una película por Yasujirō Ozu, protagonizada por Kinuyo Tanaka.
En 1959, Satomi recibió el Orden de Cultura del gobierno japonés. En 1960, Satomi publicó Otoño Tardío, el cual fue más tarde adaptado a la película homónima por Yasujirō Ozu protagonizada por Setsuko Hara. Le fue otorgado el Premio Yomiuri en 1956 y en 1971.
Vivió en Kamakura, Prefectura de Kanagawa desde 1924 hasta su muerte, y a menudo socializó con otros literatos residentes en aquella ciudad. Con el establecimiento de los estudios cinematográficos Shochiku en Ofuna, en el norte de Kamakura, también colaboró con el director de cine Yasujirō Ozu en numerosos guiones.
Satomi murió en 1983. Su tumba está localizada en el Cementerio Público Kamakura Reien.

## Trabajos destacados
- Zen Shin Aku Shin (Corazón bueno, corazón malo)
- Tajo Busshin (La compasión de Buddha, 1922-1923)
- Anjo Ke no Kyodai (Los hermanos Anjo)
- Gokuraku Tombo (Un socio despreocupado, 1961)